# Okanagan (fiume)
L'Okanagan od Okanogan è un fiume che nasce in Canada, in particolare nella Columbia Britannica, e che è un tributario del Columbia negli Stati Uniti d'America, nello Stato di Washington.